# Odznaka pamiątkowa Lotniczej Akademii Wojskowej
Odznaka pamiątkowa Lotniczej Akademii Wojskowej – polskie odznaczenie wojskowe, nadawane przez Rektora Lotniczej Akademii Wojskowej. 

## Opis
Odznaka wykonana jest z metalu, barwy szarej, ma kształt okrągłej tarczy, o wymiarach 40x40 mm, na której umieszczony jest stylizowany wizerunek orła z mieczem w dziobie unoszącego się nad gniazdem orląt. W górnej części Odznaki umieszczony jest napis „SZKOŁA ORLĄT”, natomiast w dolnej „1925 DĘBLIN”. Napisy wykonane są czcionką koloru złotego.
Prawo noszenia odznaki posiada wyłącznie osoba, której ją nadano. Odznakę nosi się zgodnie z rozporządzeniem Ministra Obrony Narodowej dotyczącym noszenia orderów, odznaczeń i odznak przez żołnierzy zawodowych i żołnierzy pełniących służbę kandydacką.
Odznakę nadaje się imiennie wraz z legitymacją i niedopuszczalne jest jej przekazywanie, darowanie, sprzedawanie, użyczanie lub wymienianie.

## Prawo do otrzymania odznaki
Prawo do otrzymania odznaki przysługuje:
1. Rektorowi LAW, z dniem objęcia stanowiska służbowego,

2. żołnierzom, po co najmniej trzyletniej nienagannej służbie w strukturach LAW,

3. pracownikom zatrudnionym w LAW po przepracowaniu w sposób nienaganny co najmniej pięciu lat,

4. innym osobom i instytucjom, szczególnie zasłużonym dla LAW.
Odznakę nadaje Rektor LAW na podstawie opinii Komisji, a fakt nadania lub pozbawienia prawa do jej posiadania podlega ogłoszeniu w rozkazie dziennym Rektora-Komendanta LAW.

## Odznaczeni
- Krzysztof Cur